# Cody Kasch
Cody Reed Kasch (* 21. August 1987 in Camarillo, Kalifornien) ist ein US-amerikanischer Schauspieler und Musiker.

## Leben
Gemeinsam mit seinen Brüdern Max und Dylan bildet Kasch die Musikband The Flying H, in der er Bassgitarre spielt. Kasch, der schottische Wurzeln hat, stand 2000 erstmals in einer Episode von Emergency Room – Die Notaufnahme vor der Kamera, und wirkte seitdem in zahlreichen Fernsehserien mit.
Seinen internationalen Durchbruch erzielte er 2004, als er Zach Young in den ersten drei Staffeln von Desperate Housewives verkörperte. Für diese Rolle wurde er mit dem Screen Actors Guild Award ausgezeichnet und für den Young Artist Award nominiert.
Im Mai 2005 wurde Cody Kasch in New York City festgenommen, nachdem bei ihm Marihuana gefunden wurde.

## Filmografie (Auswahl)
- 2000: Normal, Ohio (Fernsehserie, 7 Folgen)
- 2000: Emergency Room – Die Notaufnahme (ER, Fernsehserie, Folge 6.10)
- 2000: The Others (Fernsehserie, Folge 1.06)
- 2000: Nash Bridges (Fernsehserie, Folge 5.18)
- 2000: Practice – Die Anwälte (The Practice, Fernsehserie, Folge 4.18)
- 2000: Alabama Dreams (Any Day Now, Fernsehserie, Folge 3.8)
- 2002: Boston Public (Fernsehserie, Folge 2.12)
- 2002: New York Cops – NYPD Blue (NYPD Blue, Fernsehserie, Folge 9.22)
- 2003: Family Affair (Fernsehserie, Folge 1.13)
- 2003: Boomtown (Fernsehserie, Folge 2.04)
- 2004: Phil aus der Zukunft (Phil of the Future, Fernsehserie, Folge 1.11)
- 2004: Out There (Fernsehserie)
- 2004–2011: Desperate Housewives (Fernsehserie, 54 Folgen)
- 2005: Law & Order: New York (Law & Order: Special Victims Unit, Fernsehserie, Folge 7.06)
- 2005: Homefront (Kurzfilm)
- 2008: Asylum
- 2008: Criminal Minds (Fernsehserie, Folge 3.16)
- 2015: Normandie – Die letzte Mission (The Last Rescue)

## Auszeichnungen
- Screen Actors Guild Award für: Desperate Housewives
- Young-Artist-Award-Nominierung für: Desperate Housewives